# 유키우사기

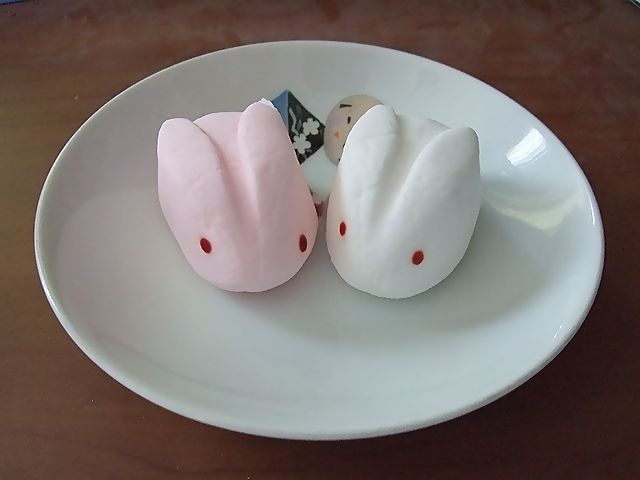
유키우사기

유키우사기(일본어: 雪うさぎ)는 일본 후쿠오카현 후쿠오카시 미나미구에 위치한 풍월 식품 회사가 제조하는 미야게가시(선물용 과자)이다.